# Samaria
|  | Aquest article tracta sobre la regió palestina. Vegeu-ne altres significats a «Samaria (pel·lícula)». |

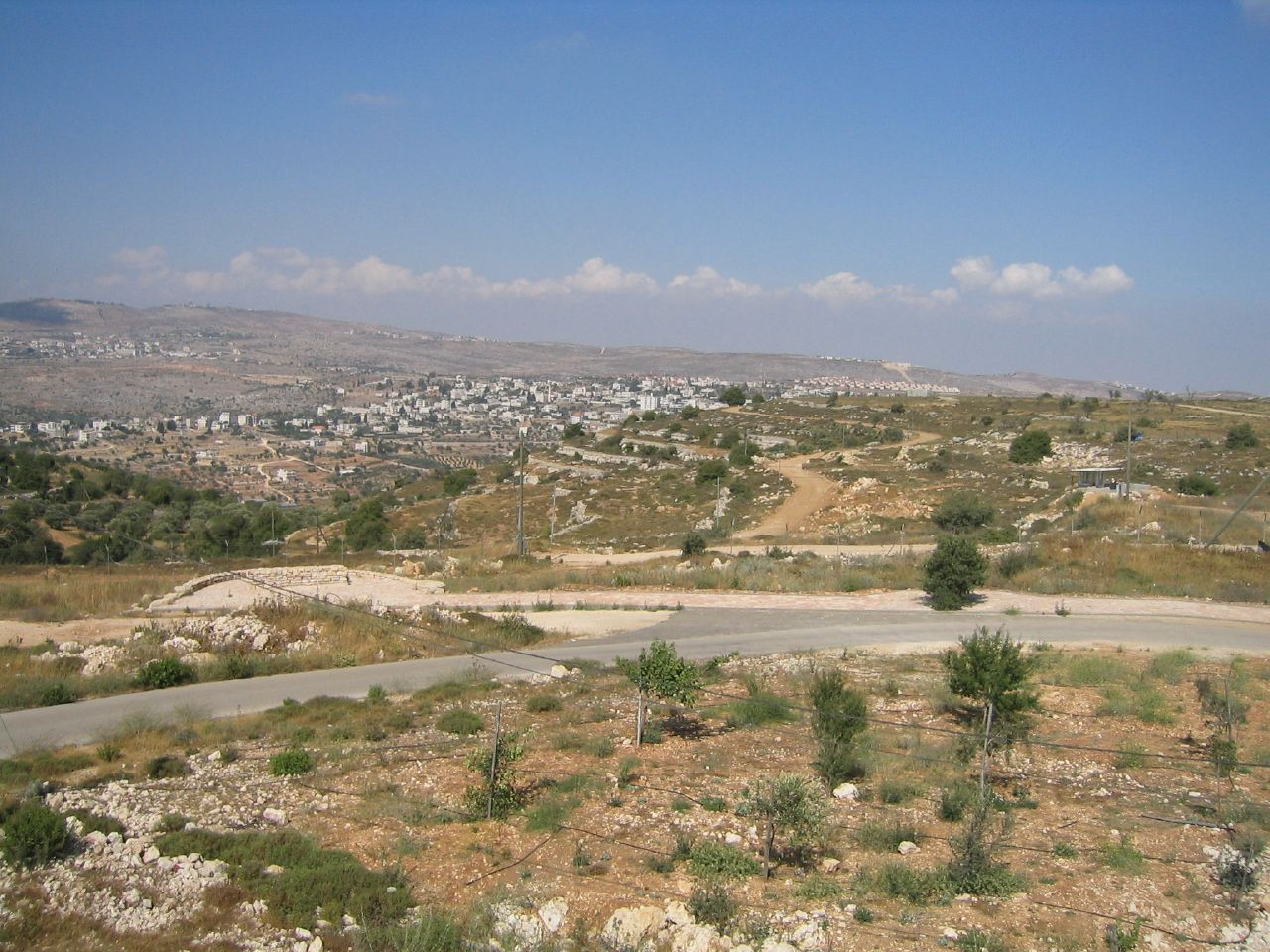

Samaria (en llatí Samaria, en grec Σαμαρεῖιτις, en hebreu שומרון Xomeron, en àrab سامريّون, Sāmariyyūn o ألسامرة, As-Samara o جبال نابلس, Jibal Nablus) fou un districte de Palestina entre Judea i Galilea, entre Jenin (antiga Ginaea) i la toparquia d'Acrabatta (entre Nablus i Jericó); el límit nord era marcat per les muntanyes que del munt Carmel anaven cap al sud-est. Foren els territoris de les tribus d'Efraïm i de Manasès. Literalment vol dir Muntanya de Guarda, o Torre de Guarda i es fa servir per a la part muntanyosa del nord de Cisjordània.
L'àrea forma part del territori palestí anomenat Cisjordània o Ribera Occidental del Jordà.
Segons la Bíblia, el territori de Xèmer fou comprat al seu propietari pel rei Omrí d'Israel, per a la construcció d'una ciutat, que es va dir Shomeron (Samaria) com a nova capital del regne, en compte de Tirsà (vers 884 aC). En assiri fou coneguda com a "Beth-khumri" ("La casa-palau d'Omri").
Durant el regnat d'Acab fou assetjada per Ben Hadad II de Damasc i 22 reis vassalls, però fou rebutjat. Un segon atac també va fracassar l'any següent. En temps de Joram, Ben Hadad va atacar altre cop la ciutat i quan era a punt de conquerir-la va aixecar el setge en tenir notícies que s'acostava un exèrcit desconegut.
Salmanassar V va envair el Regne d'Israel i va assetjar Samaria el 723 aC durant tres anys i fou finalment capturada per Sargon II. Les tribus de la zona foren deportades a Assíria.
D’ençà de la destrucció de la ciutat de Samaria (722 aC), la nova població (samaritans) no fou acceptada pels jueus i la regió —lloc de pas entre Judea i Galilea— era evitada com una contaminació.
La ciutat va existir sota assiris i babilonis però només va agafar importància sota els perses a partir de la segona meitat del segle vi aC quan Pèrsia va permetre el retorn dels jueus. La família local dels Sanballat i el govern dels sacerdots de Jerusalem van tenir considerables diferències.
El 332 aC la ciutat de Samaria va esdevenir ciutat hel·lenística i, quan els samaritans es van revoltar, s'hi van establir milers de soldats macedonis. La ciutat fou destruïda per Joan Hircà el 108 aC però sota Alexandre Janeu tornava a estar poblada.
El 63 aC fou incorporada a la província romana de Síria i l'any 30 aC fou reanomenada Sebaste (Sebastós en grec és equivalent a Augustus). A finals del segle ii fou reconstruïda quan Septimi Sever la va convertir en colònia.
Al segle v s'hi va fundar una basílica, ja que se suposa que fou el lloc d'enterrament de Sant Joan Baptista, i més tard s'hi va afegir un monestir; al segle xii els croats hi van construir una catedral que al segle xiii va esdevenir mesquita.
S'hi han fet excavacions el 1908, 1909, 1910, 1931, 1935 i als anys 60.
Samaria Territori habitat pels palestins de fa segles, com a resultat de la guerra àrab-israeliana de 1948, la major part del territori es va incorporar unilateralment com a territori controlat per Jordània i es va administrar com a part de Cisjordània (a l'oest del riu Jordà). Més tard, com la resta de Cisjordània, fou ocupada per Israel després de la guerra dels Sis Dies de 1967. Jordània va cedir les seves reclamacions a Cisjordània (llevat d'algunes prerrogatives a Jerusalem) a l'OLP el novembre de 1988, confirmades posteriorment pel Tractat de Pau Israel-Jordània de 1994. En els acords d'Oslo de 1994, es va establir l'Autoritat Palestina i se li va donar la responsabilitat per a l'administració de part del territori de Cisjordània. Hi ha diversos assentaments de colons israelians, il·legals segons la legislació internacional i condemnats repetidament per l'ONU.
En l'actualitat i d'ençà de la segona meitat del segle xx, el terme Samaria és utilitzat pels nacionalistes israelians per a donar una suposada legitimitat bíblica a un territori objectiu de la seva colonització i neteja ètnica contra els habitants nadius de Palestina, tot i el fet que fou habitat per diversitat de pobles en diferents períodes. Samaria no és un terme legalment reconegut internacionalment ni per l'ONU ni per la comunitat internacional, ni pels palestins que hi viuen. Jordània va reconèixer el 1988 que forma part del territori palestí anomenat Cisjordània o Ribera Occidental del Jordà. En l'actualitat aquest territori és nominalment part del territori palestí sota control de seguretat dividit entre Israel i l'Autoritat Palestina.